# آب‌انبار عمارت
آب‌انبار عمارت مربوط به دوره قاجار است و در میامی، بافت قدیم شهر واقع شده و این اثر در تاریخ ۳۰ تیر ۱۳۸۴ با شمارهٔ ثبت ۱۲۲۷۰ به‌عنوان یکی از آثار ملی ایران به ثبت رسیده است.